# Лемениль-Митри
Лемени́ль-Митри́ (фр. Leménil-Mitry) — коммуна во французском департаменте Мёрт и Мозель, региона Лотарингия. Относится к  кантону Аруэ.

## География

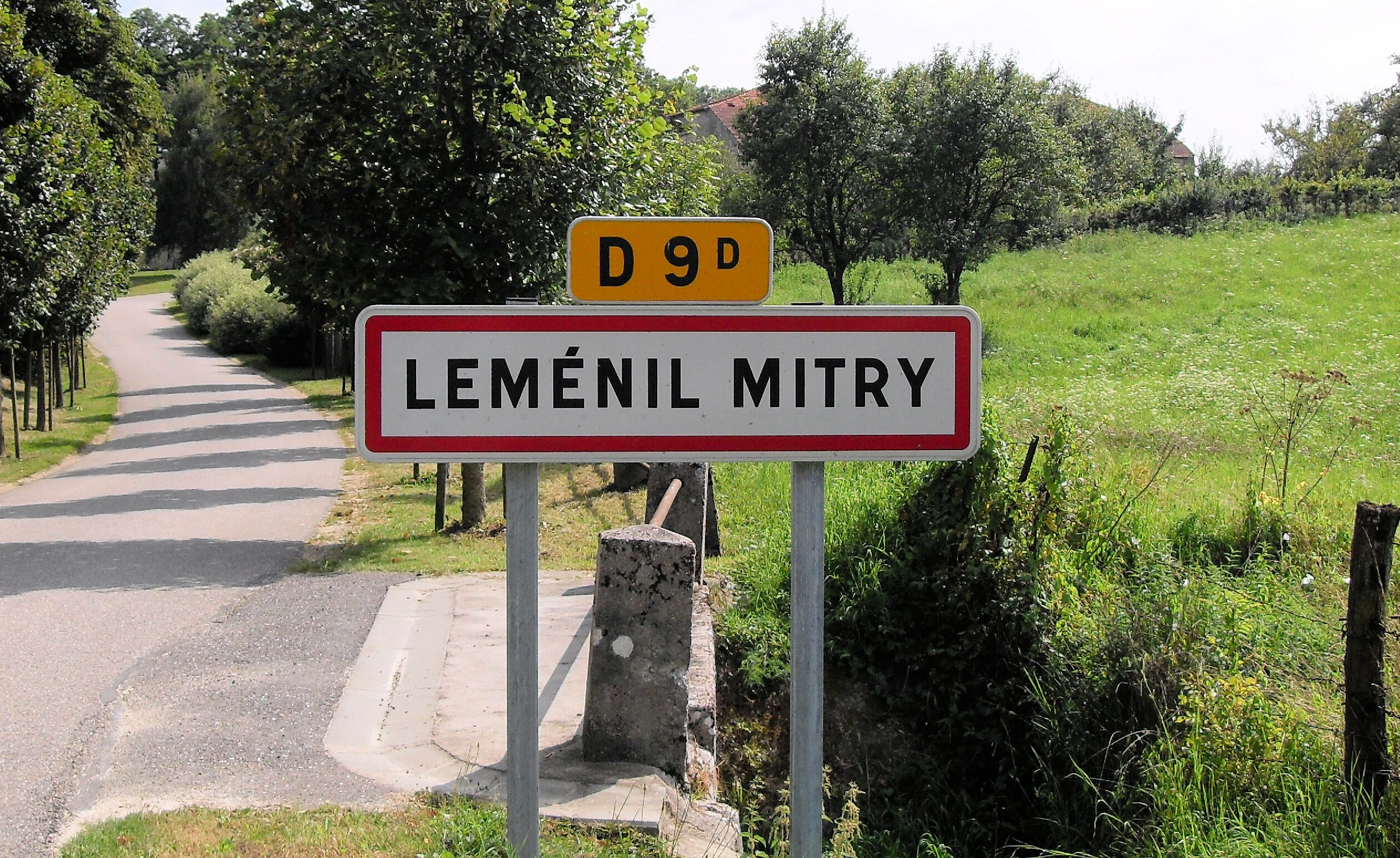
Лемениль-Митри.

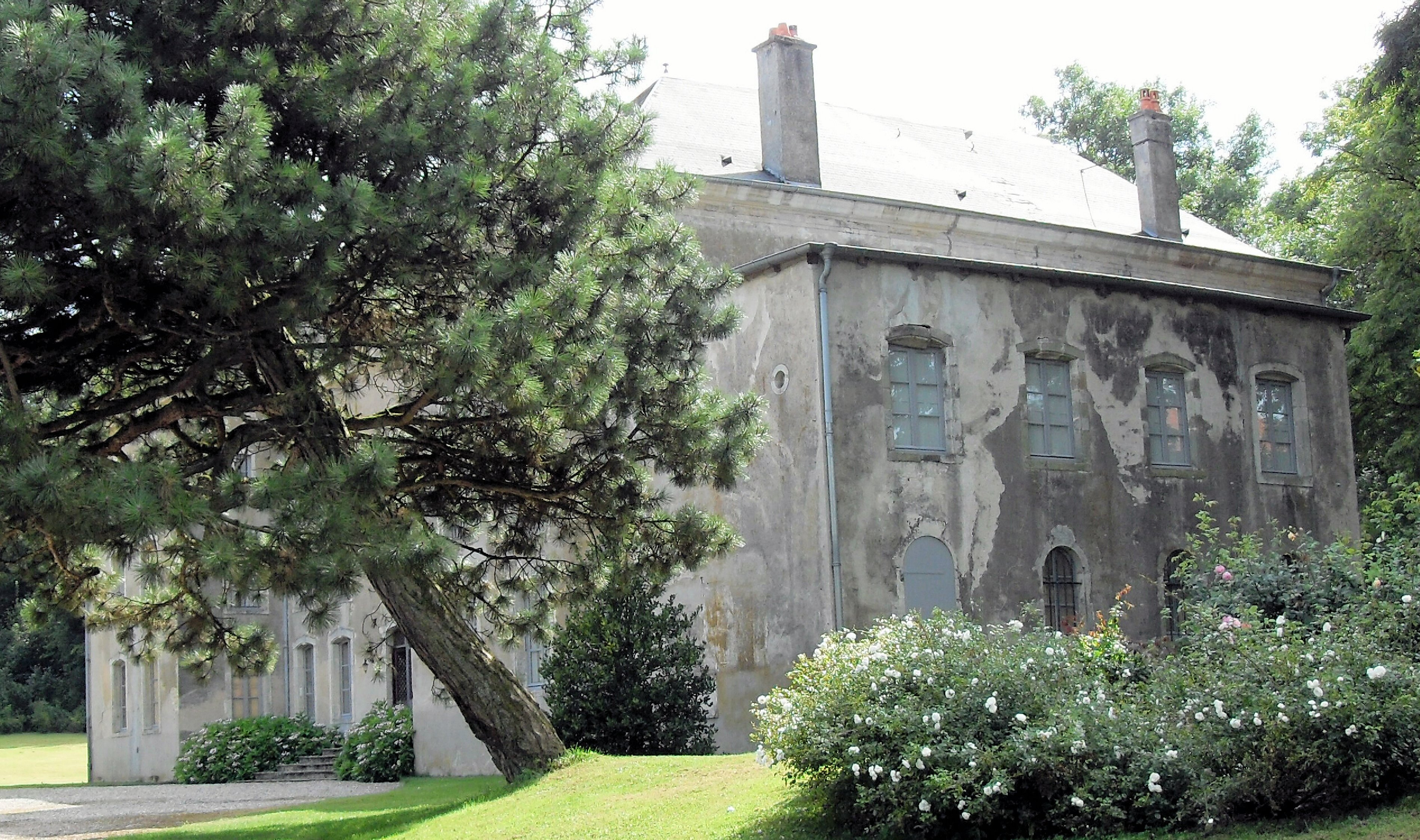
Лемениль-Митри. Усадьба.

Лемениль-Митри расположен на северо-востоке Франции в 28 км на юг от Нанси. Соседние коммуны: Ланёввиль-деван-Байон и Ровиль-деван-Байон на северо-востоке, Мангонвиль на востоке, Бенвиль-о-Мируар на юго-востоке, Лебёвиль на юге, Водиньи на юго-западе, Водевиль на западе, Крантенуа на северо-западе.

## История
На территории коммуны находятся следы галло-романской культуры. 
Во время Второй мировой войны в августе 1944 года сюда была десантирована Группа Лоррэн 42 (GL 42) из 894 бойцов-маки, многие из которых были уроженцами региона. 3 сентября немцы выдвинули сюда группу из 250 солдат с тяжёлым вооружением. Однако, после восьмичасового боя, немцы, встретив неожиданно сильный отпор, вынуждены были отступить. Позже этот плацдарм играл важную роль в рекогнисцировке армии генерала Паттона, который сам побывал в расположении GL 42 8 сентября 1944 года.

## Демография
Население коммуны на 2010 год составляло 3 человека.
| 1962 | 1968 | 1975 | 1982 | 1990 | 1999 | 2010 |
| ---- | ---- | ---- | ---- | ---- | ---- | ---- |
| 9    | 4    | 5    | 4    | 2    | 2    | 3    |